# 2017년 세계 태권도 선수권 대회
2017년 세계 태권도 선수권 대회는 23번째로 개최되는 세계 태권도 선수권 대회이다. 2017년 6월 22일 대한민국 전라북도 무주군에 위치한 태권도원에서 개최되었다.
6월 17일 입국한 프랑스 선수단을 비롯하여, 역대 최대규모인 183개 국가 선수단이 참가하며, 난민 선수 1명도 참가한다. 선수들은 7일간 남녀 8체급, 총 16체급에서 승부를 겨룬다. 또한 장웅 국제올림픽위원회(IOC) 위원을 비롯한 36명의 국제 태권도 연맹(ITF) 시범단이 참석하였다.
조정원 세계 태권도 연맹(WTF) 총재가 개회사를 하고, 문재인 대통령이 축사를 했다. 한편, 앞서 6월 3일에는 무주군 일대에서 대회의 성공을 기원하는 걷기대회가 열리기도 하였다.

### 남자
| 체급             | 금                       | 은                                 | 동                             |
| 핀급 (−54kg)     | 김태훈 (KOR)             | 아르민 하디포르 세이그할라니 (IRI) | 비토 델아킬라 (ITA)            |
| 핀급 (−54kg)     | 김태훈 (KOR)             | 아르민 하디포르 세이그할라니 (IRI) | 람나롱 사웨키하레 (THA)        |
| 플라이급 (−58kg) | 정윤조 (KOR)             | 미하일 아르타모노프 (RUS)          | 카를로스 나바로 (MEX)          |
| 플라이급 (−58kg) | 정윤조 (KOR)             | 미하일 아르타모노프 (RUS)          | 헤수스 토르토사 카브레라 (ESP) |
| 밴텀급 (−63kg)   | 자오솨이 (CHN)           | 후세인 미르핫헴 (IRI)              | 브래들리 신든 (GBR)            |
| 밴텀급 (−63kg)   | 자오솨이 (CHN)           | 후세인 미르핫헴 (IRI)              | 마하마드 마마도프 (AZE)        |
| 페더급 (−68kg)   | 이대훈 (KOR)             | 황유젠 (TPE)                       | 블라디미르 다라클리에프 (BUL)  |
| 페더급 (−68kg)   | 이대훈 (KOR)             | 황유젠 (TPE)                       | 아흐마드 아부가우쉬 (JOR)      |
| 라이트급 (−74kg) | 막심 흐람초프 (RUS)      | 니키타 라팔로비치 (UZB)            | 마수드 하지자바레흐 (IRI)      |
| 라이트급 (−74kg) | 막심 흐람초프 (RUS)      | 니키타 라팔로비치 (UZB)            | 카이라트 사림사코프 (KAZ)      |
| 웰터급 (−80kg)   | 밀라드 베이기 (AZE)      | 안톤 코트코프 (RUS)                | 데이먼 삼순 (GBR)              |
| 웰터급 (−80kg)   | 밀라드 베이기 (AZE)      | 안톤 코트코프 (RUS)                | 아론 쿡 (MDA)                  |
| 미들급 (−87kg)   | 알렉산더 바흐만 (GER)    | 블라디슬라프 라린 (RUS)            | 인교돈 (KOR)                   |
| 미들급 (−87kg)   | 알렉산더 바흐만 (GER)    | 블라디슬라프 라린 (RUS)            | 이반 트라이코비치 (SLO)        |
| 헤비급 (+87kg)   | 압둘 라자크 이수푸 (NIG) | 마하마 초 (GBR)                    | 앙토니 오바메 (GAB)            |
| 헤비급 (+87kg)   | 압둘 라자크 이수푸 (NIG) | 마하마 초 (GBR)                    | 로만 쿠즈네초프 (RUS)          |

### 여자
| 체급             | 금                    | 은                       | 동                              |
| 핀급 (−46kg)     | 심재영 (KOR)          | 쯔엉티낌뚜옌 (VIE)       | 안드레아 라미레스 (COL)         |
| 핀급 (−46kg)     | 심재영 (KOR)          | 쯔엉티낌뚜옌 (VIE)       | 나파폰 차라나왓 (THA)           |
| 플라이급 (−49kg) | 바냐 스탄코비치 (SRB) | 파니팍 옹파타나낏 (THA)  | 원런윈타오 (CHN)                |
| 플라이급 (−49kg) | 바냐 스탄코비치 (SRB) | 파니팍 옹파타나낏 (THA)  | 크리스티나 토미치 (CRO)         |
| 밴텀급 (−53kg)   | 젤리하 아르스 (TUR)   | 타티아나 쿠다쇼바 (RUS)  | 디노라혼 마마디브라기모바 (UZB) |
| 밴텀급 (−53kg)   | 젤리하 아르스 (TUR)   | 타티아나 쿠다쇼바 (RUS)  | 이네세 타르비다 (LAT)           |
| 페더급 (−57kg)   | 이아름 (KOR)          | 하티제 퀴브라 일귄 (TUR) | 제이드 존스 (GBR)               |
| 페더급 (−57kg)   | 이아름 (KOR)          | 하티제 퀴브라 일귄 (TUR) | 니키타 글라스노비치 (SWE)       |
| 라이트급 (−62kg) | 뤼트 그바그비 (CIV)   | 키미아 알리자데흐 (IRI)  | 김소희 (KOR)                    |
| 라이트급 (−62kg) | 뤼트 그바그비 (CIV)   | 키미아 알리자데흐 (IRI)  | 타티아나 쿠즈미나 (RUS)         |
| 웰터급 (−67kg)   | 누르 타타르 (TUR)     | 페이지 맥퍼슨 (USA)      | 김잔디 (KOR)                    |
| 웰터급 (−67kg)   | 누르 타타르 (TUR)     | 페이지 맥퍼슨 (USA)      | 장멍구이 (CHN)                  |
| 미들급 (−73kg)   | 밀리차 만디치 (SRB)   | 오혜리 (KOR)             | 마리아 에스피노사 (MEX)         |
| 미들급 (−73kg)   | 밀리차 만디치 (SRB)   | 오혜리 (KOR)             | 레스미 오힝크 (NED)             |
| 헤비급 (+73kg)   | 비앙카 워크든 (GBR)   | 재키 갤러웨이 (USA)      | 정수인 (CHN)                    |
| 헤비급 (+73kg)   | 비앙카 워크든 (GBR)   | 재키 갤러웨이 (USA)      | 안새봄 (KOR)                    |

## 메달 집계
| 순위 | 국가          | 금메달 | 은메달 | 동메달 | 합계 |
| ---- | ------------- | ------ | ------ | ------ | ---- |
| 1    | 대한민국      | 5      | 1      | 4      | 10   |
| 2    | 튀르키예      | 2      | 1      | 0      | 3    |
| 3    | 세르비아      | 2      | 0      | 0      | 2    |
| 4    | 러시아        | 1      | 4      | 2      | 7    |
| 5    | 영국          | 1      | 1      | 3      | 5    |
| 6    | 중국          | 1      | 0      | 3      | 4    |
| 7    | 아제르바이잔  | 1      | 0      | 1      | 2    |
| 8    | 독일          | 1      | 0      | 0      | 1    |
| 8    | 코트디부아르  | 1      | 0      | 0      | 1    |
| 8    | 니제르        | 1      | 0      | 0      | 1    |
| 11   | 이란          | 0      | 3      | 1      | 4    |
| 12   | 미국          | 0      | 2      | 0      | 2    |
| 13   | 태국          | 0      | 1      | 2      | 3    |
| 14   | 우즈베키스탄  | 0      | 1      | 1      | 2    |
| 15   | 중화 타이베이 | 0      | 1      | 0      | 1    |
| 15   | 베트남        | 0      | 1      | 0      | 1    |
| 17   | 멕시코        | 0      | 0      | 2      | 2    |
| 18   | 불가리아      | 0      | 0      | 1      | 1    |
| 18   | 콜롬비아      | 0      | 0      | 1      | 1    |
| 18   | 크로아티아    | 0      | 0      | 1      | 1    |
| 18   | 가봉          | 0      | 0      | 1      | 1    |
| 18   | 이탈리아      | 0      | 0      | 1      | 1    |
| 18   | 요르단        | 0      | 0      | 1      | 1    |
| 18   | 카자흐스탄    | 0      | 0      | 1      | 1    |
| 18   | 라트비아      | 0      | 0      | 1      | 1    |
| 18   | 몰도바        | 0      | 0      | 1      | 1    |
| 18   | 네덜란드      | 0      | 0      | 1      | 1    |
| 18   | 슬로베니아    | 0      | 0      | 1      | 1    |
| 18   | 스페인        | 0      | 0      | 1      | 1    |
| 18   | 스웨덴        | 0      | 0      | 1      | 1    |
| 합계 | 합계          | 16     | 16     | 32     | 64   |

## 팀 순위
| 순위 | 나라          | 점수 |
| ---- | ------------- | ---- |
| 1    | 대한민국      | 67   |
| 2    | 러시아        | 62   |
| 3    | 이란          | 46   |
| 4    | 아제르바이잔  | 40   |
| 5    | 영국          | 40   |
| 6    | 중국          | 35   |
| 7    | 중화 타이베이 | 32   |
| 8    | 멕시코        | 31   |
| 9    | 우즈베키스탄  | 29   |
| 10   | 카자흐스탄    | 29   |
| 11   | 스페인        | 29   |

| 순위 | 나라         | 점수 |
| ---- | ------------ | ---- |
| 1    | 대한민국     | 63   |
| 2    | 튀르키예     | 53   |
| 3    | 세르비아     | 38   |
| 4    | 미국         | 33   |
| 5    | 영국         | 32   |
| 6    | 러시아       | 32   |
| 7    | 중국         | 31   |
| 8    | 코트디부아르 | 26   |
| 9    | 멕시코       | 26   |
| 10   | 크로아티아   | 26   |
| 11   | 이란         | 25   |